# U-147 (tàu ngầm Đức) (1940)
U-147 là một tàu ngầm duyên hải  Lớp Type II thuộc phân lớp Type IID được Hải quân Đức Quốc Xã chế tạo vào đầu Chiến tranh Thế giới thứ hai. Những tàu ngầm Type II vốn quá nhỏ để có thể tiến hành các chiến dịch cách xa căn cứ nhà, nên chúng hầu như chỉ đảm nhiệm vai trò tàu huấn luyện tại các trường tàu ngầm Đức. Được huy động do tình trạng thiếu hụt tàu ngầm sau khi xung đột bùng nổ, U-147 đã thực hiện ba chuyến tuần tra tại Bắc Hải và chung quanh quần đảo Anh. Nó đã đánh chìm hai tàu buôn tổng tải trọng 6.145 GRT và gây tổn thất toàn bộ một chiếc khác tải trọng 2.491 gross register tons (GRT), trước khi bị tàu chiến Anh đánh chìm tại Bắc Đại Tây Dương vào ngày 2 tháng 6, 1941.

## Thiết kế và chế tạo
Phân lớp Type IID là một phiên bản mở rộng của Type IIC dẫn trước. Chúng có trọng lượng choán nước 314 t (309 tấn Anh) khi nổi và 364 t (358 tấn Anh) khi lặn); tuy nhiên tải trọng tiêu chuẩn được công bố chỉ có 250 tấn Anh (254 t). Chúng có chiều dài chung 43,97 m (144 ft 3 in), lớp vỏ trong chịu áp lực dài 29,80 m (97 ft 9 in), mạn tàu rộng 4,92 m (16 ft 2 in), chiều cao 8,40 m (27 ft 7 in) và mớn nước 3,93 m (12 ft 11 in).
Chúng trang bị hai động cơ diesel MWM RS 127 S 6-xy lanh 4 thì công suất 700 mã lực mét (510 kW; 690 shp) để đi đường trường và hai động cơ/máy phát điện Siemens-Schuckert PG VV 322/36 tổng công suất 460 mã lực mét (340 kW; 450 shp) để lặn, hai trục chân vịt và hai chân vịt đường kính 0,85 m (3 ft). Các con tàu có thể lặn đến độ sâu 80–150 m (260–490 ft). Chúng đạt được tốc độ tối đa 12,7 kn (23,5 km/h) trên mặt nước và 7,4 kn (13,7 km/h) khi lặn,  với tầm hoạt động tối đa 3.800 nmi (7.000 km) khi đi tốc độ đường trường 8 kn (15 km/h), và 35–42 nmi (65–78 km) ở tốc độ 4 kn (7,4 km/h) khi lặn.
Vũ khí trang bị bao gồm ba ống phóng ngư lôi 53,3 cm (21 in) trước mũi, mang theo tổng cộng năm quả ngư lôi hoặc cho đến 12 quả thủy lôi TMA. Một pháo phòng không 2 cm (0,79 in) cũng được trang bị trên boong tàu. Thủy thủ đoàn bao gồm 25 sĩ quan và thủy thủ.
U-147 được đặt hàng vào ngày 25 tháng 9, 1939. Nó được đặt lườn tại xưởng tàu của hãng Deutsche Werke tại Kiel vào ngày 10 tháng 4, 1940, hạ thủy vào ngày 16 tháng 11, 1940, và nhập biên chế cùng Hải quân Đức Quốc Xã vào ngày 11 tháng 12, 1940 dưới quyền chỉ huy của Hạm trưởng, Đại úy Hải quân Reinhard Hardegen.

## Lịch sử hoạt động

### Chuyến tuần tra thứ nhất
Rời cảng Kiel vào ngày 9 tháng 2, 1941, U-147 đi đến cảng Bergen, Na Uy vào ngày 16 tháng 2. Nó xuất phát từ đây vào ngày 22 tháng 2 cho chuyến tuần tra đầu tiên trong chiến tranh, hoạt động tại vùng biển Bắc Đại Tây Dương về phía Tây Bắc Scotland. U-147 đã tấn công Đoàn tàu HX 109 vào ngày 2 tháng 3, đánh chìm tàu buôn Na Uy Augvald ở vị trí 72 nmi (133 km) về phía Tây Bắc đảo Lewis, Outer Hebrides, tại tọa độ 59°30′B 07°30′T / 59,5°B 7,5°T. Nó kết thúc chuyến tuần tra tại Kiel vào ngày 12 tháng 3.

### Chuyến tuần tra thứ hai
Rời Kiel vào ngày 16 tháng 4 cho chuyến tuần tra thứ hai, U-147 tiếp tục hoạt động tại khu vực phía Bắc Scotland. Nó đánh chìm tàu buôn Na Uy Rimfakse ở vị trí 130 nmi (240 km) về phía Tây Bắc Scotland, tại tọa độ 60°10′B 08°54′T / 60,167°B 8,9°T vào ngày 27 tháng 4, rồi quay trở về cảng Bergen, Na Uy vào ngày 11 tháng 5.

### Chuyến tuần tra thứ ba và bị mất
Chuyến tuần tra thứ ba cũng là cuối cùng của U-147 bắt đầu từ ngày 24 tháng 5. Một tuần sau đó, nó phóng ngư lôi tấn công tàu buôn Gravelines tại vị trí về phía Tây Bắc Gweedore, Ireland, tại tọa độ 56°00′B 11°13′T / 56°B 11,217°T. Chiếc tàu buôn bị vỡ làm đôi, phần phía đuôi bị đắm còn phần mũi được kéo về Clyde để tháo dỡ.
Vào ngày 2 tháng 6, U-147 đụng độ với Đoàn tàu OB 239 tại vùng biển về phía Tây Bắc Ireland, và đã quyết định tấn công đơn độc. Nó đã gây hư hại cho chiếc tàu buôn Mokambo (4.996 tấn), nhưng bị tàu khu trục HMS Wanderer và tàu corvette HMS Periwinkle hộ tống phản công bằng mìn sâu, và bị đánh chìm tại tọa độ 56°38′B 10°24′T / 56,633°B 10,4°T với tổn thất nhân mạng toàn bộ 26 thành viên thủy thủ đoàn.

### Tóm tắt chiến công
U-137 đã đánh chìm sáu tàu buôn với tổng tải trọng 24.136 gross register tons (GRT), và gây hư hại cho một tàu buôn 4.917 GRT cùng một tàu chiến phụ trợ 10.552 GRT:
| Ngày             | Tên tàu    | Quốc tịch      | Tải trọng | Số phận          |
| ---------------- | ---------- | -------------- | --------- | ---------------- |
| 2 tháng 3, 1941  | Augvald    | Norway         | 4.811     | Bị đánh chìm     |
| 27 tháng 4, 1941 | Rimfakse   | Norway         | 1.334     | Bị đánh chìm     |
| 31 tháng 5, 1941 | Gravelines | United Kingdom | 2.491     | Tổn thất toàn bộ |
| 2 tháng 6, 1941  | Mokambo    | Belgium        | 4.996     | Hư hại           |